# ریچموند (سیگار)
ریچموند  (به انگلیسی: Richmond) یک برند سیگار ایجاد شده در بریتانیا است؛ که توسط امپریال توباکو تولید می‌شده است. مالک فعلی این برند امپریال توباکو است. این برند در سال ۱۹۶۸, re-introduced in ۱۹۹۹ پایه‌گذاری گردید.
تولید سیگارهای این برند از سال اوایل دهه 1970s متوقف شده‌است.